# Aeginura beebei
Aeginura beebei är en nässeldjursart som beskrevs av Bigelow 1940. Aeginura beebei ingår i släktet Aeginura och familjen Aeginidae. Inga underarter finns listade i Catalogue of Life.